# جورج ابوت
جورج ابوت (انگلیسی: George Abbott; ۲۵ ژوئن ۱۸۸۷ – ۳۱ ژانویهٔ ۱۹۹۵) هنرپیشه، کارگردان، نمایش‌نامه‌نویس، فیلم‌نامه‌نویس و تهیه‌کننده اهل ایالات متحده آمریکا بود که دوران فعالیتش ۹ دهه به طول انجامید.